# Mirococcopsis chinensis
Mirococcopsis chinensis är en insektsart som beskrevs av Tang 1992. Mirococcopsis chinensis ingår i släktet Mirococcopsis och familjen ullsköldlöss. Inga underarter finns listade i Catalogue of Life.